# پرتره آدل بلوخ باوئر دوم
پرتره آدل بلوخ باوئر دوم (انگلیسی: Portrait of Adele Bloch-Bauer II) یک نقاشی رنگ روغن بر روی بوم و دومین نقاشی، نقاش نماد گرا و رئیس انجمن جدایی‌خواهی وین گوستاو کلیمت اتریشی است که در سال ۱۹۱۲ طرح گردید، آدل بلوخ باوئر (۱۸۸۱–۱۹۲۵) یک هنر دوست و در حقیقت رئیس سالن بانوان وینی بود که از دوستان کلیمت به‌شمار می‌رفت.

## تاریخچهٔ دو نقاشیِ آدل
آدل بلوخ باوئر، همسر فردیناند بلوخ باوئر، یک صنعتگر ثروتمند بود که حامی و پشتیبان گوستاو کلیمت شمرده می‌شد، آدل برای دو نقاشی کلیمت مدل و الگو بود که اولین نقاشی مشهور به پرترهٔ آدل بلوخ باوئر اول می‌باشد که از پرترهٔ دوم یعنی همین نقاشی مشهورتر است، تا پیش از ماجرای آنشلوس که قبل از آغاز جنگ جهانی دوم و در تاریخ ۱۱ مارس ۱۹۳۸ رخ داد، این نقاشی‌ها بر دیوار خانهٔ بلوخ باوئر قرار داشتند. ماه‌های بعد از واقعهٔ آنشلوس که منتج به الحاق اتریش به خاک آلمان گردید برای خانوادهٔ بلوخ باوئر قابل تحمل نبود، هر چند شخصیت آدل که مدل هر دو نقاشی کلیمت بود سالها پیش و در تاریخ ۱۹۲۵ بر اثر مننژیت درگذشته بود.

## ماجرای ماریا آلتمن و سرانجام نقاشی
سال‌های پس از جنگ، بازماندگان خانوادهٔ بلوخ باوئر دیگر تمایلی برای بازگشت به اتریش نداشتند و بر اساس راهنمایی یک دوستدار هنر و یک وکیل نه چندان مشهور به نام شوئنبرگ در جریان وقایعی قرار گرفتند در ارتباط با اینکه طی شکایتی می‌توانند این آثار را بازپس بگیرند، این در حالی بود که موزهٔ اتریش هیچگونه تمایلی در جهت استرداد آثار به بازماندگان خانوادهٔ باوئر نداشت، فردیناند بلوخ باوئر تا پیش از مرگ به سال ۱۹۴۵ در زوریخ وصیت نامه‌ای تنظیم کرده بود که تمام املاک و دارایی خود را به برادر زاده خود بخشیده بود، با توجه به این وصیت‌نامه، ماریا اصلی‌ترین وارث دارایی‌ها قرار می‌گرفت و همین امر بهانه‌ای شد برای پیگیری او و وکیلش برای بازگرداندن آثار کلیمت. گفته شده که برخورد سرد همراه با بی اعتنایی و بعضاً تحقیر دولت وقت اتریش در عزم ماریا جهت پیگیری موضوع و انتقال آثار بی تأثیر نبوده‌است. پس از پایان جنگ و جدل دادگاهی، در نهایت ۵ اثر کلیمت که دو نقاشی آدل هم جزو آنها بودند در ژانویه سال ۲۰۰۶ و با حکم دادگاه در تملک و اختیار ماریا آلتمن دختر برادر فردیناند بلوخ باوئر قرار گرفت، ماریا در نوامبر سال ۲۰۰۶ و در حراج کریستی، پرتره آدل بلوخ باوئر دوم را به مبلغ تقریباً ۸۸ میلیون دلار به فروش رساند که چهارمین پرداختی بالا در جهت خرید یک اثر هنری در آن زمان بود، در پائیز سال ۲۰۱۴ تابلوی آدل بلوخ باوئر دوم در قالب یک وام ویژه و درازمدت به موزهٔ هنر مدرن در شهر نیویورک سپرده شد.

## واژگان
1. ↑  Symbolism (arts)
2. ↑  Vienna Secession
3. ↑  Gustav Klimt
4. ↑  Adele Bloch-Bauer
5. ↑  Ferdinand Bloch-Bauer
6. ↑  Portrait of Adele Bloch-Bauer I
7. ↑  Anschluss
8. ↑  meningitis
9. ↑  E. Randol Schoenberg
10. ↑  Christie's
11. ↑  Museum of Modern Art